# ラーディカー・マダン
ラーディカー・マダン（Radhika Madan、1995年5月1日 - ）は、インドの女優。

## キャリア
ニューデリーでダンスインストラクターとして働いていたが、2014年にカラーズTVの『Meri Aashiqui Tum Se Hi』でシャクティ・アローラのヒロイン役を務め、女優デビューした。2015年にはダンス番組『Jhalak Dikhhla Jaa』に出演している。
2018年にヴィシャール・バルドワージの『Pataakha』で映画デビューし、サニヤー・マルホートラと共演した。同作はチャラン・シン・パティックの短編小説『Do Behnen』を原作とし、仲違いするラージャスターン州の姉妹を主人公にしている。ラーディカーとサニヤーは役作りのため、ラージャスターン州ジャイプル近郊のロンシ村に滞在し、現地語や風俗を学んだ。また、役作りのために体重を10キログラム増量している。ラーディカーの演技について、ラジャ・センは「ラーディカー・マダンはこの親分肌の役を演じることで輝いている」と批評している。
2019年にヴァーサン・バーラーの『燃えよスーリヤ!!』に出演した。同作は第43回トロント国際映画祭のミッドナイト・マッドネス部門で上映され観客賞を受賞した。ラーディカーは当初『Laila Majnu』のオーディションを受けていたが、『燃えよスーリヤ!!』の企画を聞き内容の「ユニークさ」を気に入り同作への出演を決めた。彼女はアクションシーンは全てスタントなしで演じ、役作りのために古典的なアクション映画を鑑賞している。ファーストポストのプラディープ・メノンはラーディカーが演じたスプリが「一貫性のない扱い」をされているにもかかわらず、彼女が「純真な意志と才能によって動くように役をマネージングしている」と批評している。

## フィルモグラフィ

### 映画
- Pataakha（2018年） - チャンパ・クマリ
- 燃えよスーリヤ!!（2019年） - スプリ
- イングリッシュ・ミディアム（2020年） - ターリカー
- Shiddat（2020年）

### テレビ番組
- Meri Aashiqui Tum Se Hi（2014年-2016年） - イシャーニ
- Jhalak Dikhhla Jaa 7（2014年）
- Box Cricket League（2014年-2015年）
- Jhalak Dikhhla Jaa 8（2015年）
- Nach Baliye 7（2015年）